# Communes de la province de Modène
- Haut – A
- B
- C
- D
- E
- F
- G
- H
- I
- J
- K
- L
- M
- N
- O
- P
- Q
- R
- S
- T
- U
- V
- W
- X
- Y
- Z

## A
- Bastiglia
- Bomporto

## C
- Campogalliano
- Camposanto
- Carpi
- Castelfranco Emilia
- Castelnuovo Rangone
- Castelvetro di Modena
- Cavezzo
- Concordia sulla Secchia

## F
- Fanano
- Finale Emilia
- Fiorano Modenese
- Fiumalbo
- Formigine
- Frassinoro

## G
- Guiglia

## L
- Lama Mocogno

## M
- Maranello
- Marano sul Panaro
- Medolla
- Mirandola
- Modène
- Montecreto
- Montefiorino
- Montese

## N
- Nonantola
- Novi di Modena

## P
- Palagano
- Pavullo nel Frignano
- Pievepelago
- Polinago
- Prignano sulla Secchia

## R
- Ravarino
- Riolunato

## S
- San Cesario sul Panaro
- San Felice sul Panaro
- San Possidonio
- San Prospero
- Sassuolo
- Savignano sul Panaro
- Serramazzoni
- Sestola
- Soliera
- Spilamberto

## V
- Vignola

## Z
- Zocca